# Circuit d’Alger
Der Circuit d’Alger (auch: Boucle d’Alger, dt.: Rundkurs von Algier) ist ein Radsport-Eintagesrennen, das jährlich in der algerischen Hauptstadt Algier (französisch: Alger) ausgetragen wird. Der Wettbewerb wird seit 2011 jeweils wenige Tage nach Ende der Tour d’Algérie veranstaltet und gehört in der Kategorie 1.2 zur UCI Africa Tour. Der Circuit d’Alger wird vom algerischen Radsportverband organisiert, es nehmen dieselben Teams wie zuvor bei der Tour d’Algérie teil. Seit 1949 endete die Algerien-Rundfahrt regelmäßig mit einer Etappe in die Hauptstadt Algier, doch seit die Rundfahrt 2011 als internationales Rennen wiederbelebt wurde, bilden die Schlussrunden in Algier einen eigenständigen Wettbewerb.

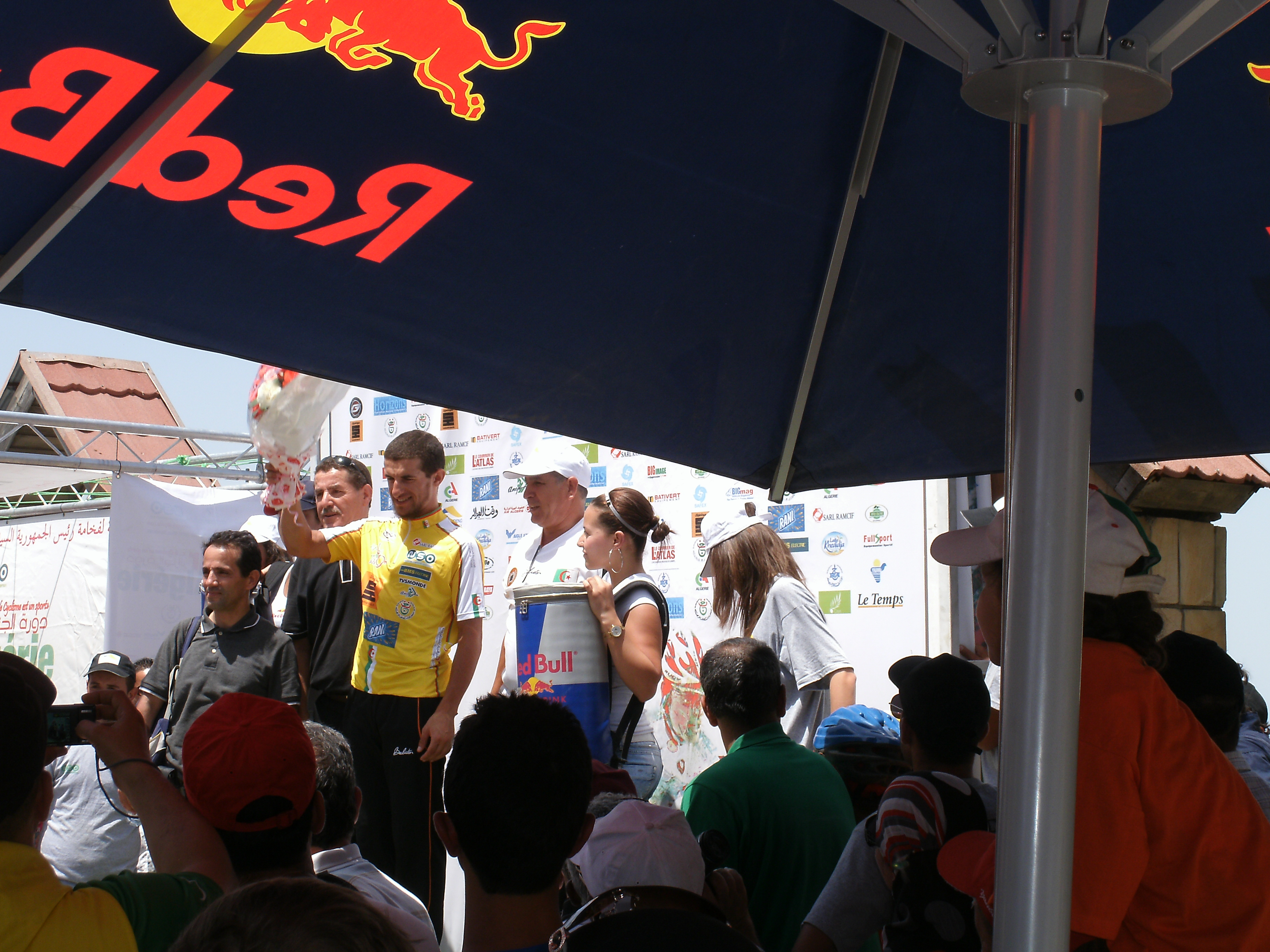
Azzedine Lagab wird nach dem Circuit d’Alger 2011 als Sieger der Algerien-Rundfahrt geehrt.

2011 wurde das Rennen noch am 2. Juli ausgetragen. Mit der Verlegung der Tour d’Algérie in den März rückte auch der Circuit d’Alger im Kalender zurück und bildet damit weiterhin den Abschluss der Algerien-Rundfahrt, zählt bei dieser aber nicht zur Gesamtwertung. Der Rundkurs ist topografisch anspruchsvoll und weist auch einige Anstiege auf. Die erste Austragung des Rennens war 74 Kilometer lang und endete am Platz des 1. Mai in Algier. Es siegte der Einheimische Azzedine Lagab, der zuvor auch schon die Algerien-Rundfahrt gewonnen hatte, im Sprint gegen Adil Jelloul aus Marokko. Im folgenden Jahr war das Rennen 105 Kilometer lang, wurde am Kulturpalast Moufdi Zakaria gestartet und nach insgesamt 10 Runden vom Griechen Ioannis Tamouridis gewonnen, der sich – wie im Vorjahr in einem Zweiersprint – gegen Aron Debretsion Baranceal aus Eritrea durchsetzte.

## Sieger
- 2011  Azzedine Lagab
- 2012  Ioannis Tamouridis
- 2013  Martin Pedersen
- 2014  Azzedine Lagab
- 2015  Hichem Chaabane
- 2016  Jesus Alberto Rubio